# Латтрелл, Рэйчел
Рэ́йчел Латтре́лл (англ. Rachel Luttrell; род. 19 января 1971, Дар-эс-Салам) — канадская актриса. Известна своей ролью Тейлы Эммаган в научно-фантастическом сериале «Звёздные врата: Атлантида».

## Биография
Латтрелл родилась в Лушото, Танзания. Она была одной из четырёх дочерей отца-американца из Луизианы и матери-танзанийки из народности шамба́ла. Её семья иммигрировала в Канаду когда ей было 5 лет — она выросла в Торонто. Её семья была очень музыкальной: отец, бывший участник хора Мендельсона в Торонто, обучал Рэйчел сопрано. Она также обучалась в Российской балетной академии и училась игре на пианино в Торонтской консерватории.

### Карьера
То, что Рэйчел с детства занималась танцами и музыкой, естественным образом привело её к сцене. Её профессиональным дебютом стала роль в мюзикле «Мисс Сайгон» музыкального театра в Торонто. После этого она принимала участие и в других спектаклях — таких как «Goblin Market» (по поэме «Базар гоблинов» Кристины Россетти), «Las Meninas» и «Once on This Island».
Тинейджером Латтрелл переехала в Лос-Анджелес и начала появляться в небольших ролях в телесериалах «Скорая помощь», «Зачарованные» и «Рыцарь навсегда».
Недовольная ролями, которые ей предлагали в то время, она решила прекратить актёрскую карьеру и поступила в Калифорнийский университет в Лос-Анджелесе, чтобы изучать архитектуру. Но в том же году (2004) приняла участие в кастинге на роль, которая принесла ей наибольшую славу за всю карьеру — роль Тейлы Эммаган в телесериале «Звёздные врата: Атлантида».

## Личная жизнь
В июне 2007 года продюсеры сериала «Звездные врата: Атлантида» подтвердили, что Латтрелл и её муж Ллойд Бейтман ждут появления ребёнка. Эта беременность была вписана в сценарий сериала. В октябре 2007 года у Латтрелл родился сын, которого назвали Каден Дар. Вместе с семьёй она живёт сейчас в Ванкувере, Канада.
У Рэйчел Латтрелл есть младшая сестра, Эрика Латтрелл, которая также является актрисой.

## Фильмография
| Год       |     | Русское название              | Оригинальное название         | Роль                   |
| --------- | --- | ----------------------------- | ----------------------------- | ---------------------- |
| 1986      | тф  | Смелость                      | Courage                       | дочь Бобби             |
| 1989—1993 | с   | Лабиринт правосудия           | Street Legal                  | Вероника Бек           |
| 1992      | с   | Рыцарь навсегда               | Forever Knight                | Норма Альвес           |
| 1992      | кор |                               | Personal Effects              |                        |
| 1993      | с   | Странная семейка              | Maniac Mansion                | Лорри                  |
| 1995      | с   |                               | The Great Defender            | репортёр               |
| 1996      | ф   |                               | Joe's So Mean to Josephine    | девушка в баре         |
| 1996      | ф   | Дом                           | House                         | девушка                |
| 1997      | с   |                               | Dogs                          | Мими                   |
| 1997      | с   | В доме                        | In the House                  | Дафна                  |
| 1998      | с   | Охотники за сновидениями      | Sleepwalkers                  | Кассандра              |
| 1998      | с   | Деймон                        | Damon                         | Бренда                 |
| 2001      | ф   | Пришелец                      | Impostor                      | медсестра              |
| 2001      | тф  | Праздник всех святых          | Feast of All Saints           | Лизетта                |
| 2001      | с   | Зачарованные                  | Charmed                       | Дженна, вторая ведьма  |
| 2001      | с   | Скорая помощь                 | ER                            | медработница           |
| 2002      | с   | Прикосновение ангела          | Touched by an Angel           | Марла                  |
| 2003      | ф   |                               | Everyday Use                  | Ди                     |
| 2004—2009 | с   | Звёздные врата: Атлантида     | Stargate Atlantis             | Тейла Эммаган          |
| 2004      | кор | Держите вора!                 | Stop Thief!                   | Никки                  |
| 2005      | ф   | Птичий вольер                 | The Aviary                    | Портия                 |
| 2009      | ф   | Прошивка                      | Hardwired                     | Кэндес                 |
| 2011      | с   | Морская полиция: Спецотдел    | NCIS                          | Стефани Моснер         |
| 2011      | с   | Перекрёсток смерти            | True Justice                  | лейтенант Хамфрис      |
| 2013      | с   | Морская полиция: Лос-Анджелес | NCIS: Los Angeles             | агент ЦРУ Иветт Лоуэлл |
| 2016      | с   | Стрела                        | Arrow                         | Рози                   |
| 2018      | с   | Руководство подруг к разводу  | Girlfriends' Guide to Divorce | Уна Фальконэ           |